# العلاقات الأردنية البيروية
العلاقات الأردنية البيروفية هي العلاقات الثنائية التي تجمع بين الأردن وبيرو.

## مقارنة بين البلدين
هذه مقارنة عامة ومرجعية للدولتين:
| وجه المقارنة                                              | الأردن                   | بيرو                                   |
| --------------------------------------------------------- | ------------------------ | -------------------------------------- |
| المساحة (كم2)                                             | 89.34 ألف                | 1.29 مليون                             |
| عدد السكان (نسمة)                                         | 9.81 مليون               | 32.16 مليون                            |
| الكثافة السكانية (ن./كم²)                                 | 109.81                   | 24.93                                  |
| العاصمة                                                   | عمان                     | ليما                                   |
| اللغة الرسمية                                             | اللغة العربية            | اللغة الإسبانية، اللغة الأيمرية، كتشوا |
| العملة                                                    | دينار أردني              | سول بيروفي جديد                        |
| الناتج المحلي الإجمالي (بليون دولار)                      | 40.07 مليار              | 211.39 مليار                           |
| الناتج المحلي الإجمالي (تعادل القوة الشرائية) بليون دولار | 82.80 مليار              | 393.13 مليار                           |
| الناتج المحلي الإجمالي الاسمي للفرد دولار أمريكي          | 4.94 ألف                 | 6.03 ألف                               |
| الناتج المحلي الإجمالي للفرد دولار أمريكي                 | 12.05 ألف                | 11.99 ألف                              |
| مؤشر التنمية البشرية                                      | 0.748                    | 0.740                                  |
| رمز المكالمات الدولي                                      | +962                     | +51                                    |
| رمز الإنترنت                                              | .jo                      | .pe                                    |
| المنطقة الزمنية                                           | ت ع م+02:00، ت ع م+03:00 | توقيت بيرو، 00                         |

## منظمات دولية مشتركة
يشترك البلدان في عضوية مجموعة من المنظمات الدولية، منها:
| علم المنظمة | اسم المنظمة                                                | تاريخ انضمام الأردن | تاريخ انضمام بيرو |
| ----------- | ---------------------------------------------------------- | ------------------- | ----------------- |
|             | وكالة ضمان الاستثمار متعدد الأطراف                         | 12 أبريل 1988       | 2 ديسمبر 1991     |
|             | منظمة الشرطة الجنائية الدولية                              | ?                   | ?                 |
|             | منظمة حظر الأسلحة الكيميائية                               | ?                   | ?                 |
|             | منظمة التجارة العالمية                                     | ?                   | ?                 |
|             | الأمم المتحدة                                              | 14 ديسمبر 1955      | 31 أكتوبر 1945    |
|             | العملية المشتركة للاتحاد الأفريقي والأمم المتحدة في دارفور | ?                   | ?                 |
|             | مؤسسة التمويل الدولية                                      | 20 يوليو 1956       | 20 يوليو 1956     |
|             | يونسكو                                                     | 14 يونيو 1950       | 21 نوفمبر 1946    |
|             | مؤسسة التنمية الدولية                                      | 4 أكتوبر 1960       | 30 أغسطس 1961     |
|             | البنك الدولي للإنشاء والتعمير                              | 29 أغسطس 1952       | 31 ديسمبر 1945    |
|             | المركز الدولي لتسوية المنازعات الاستشارية                  | 29 نوفمبر 1972      | 8 سبتمبر 1993     |
|             | الاتحاد البريدي العالمي                                    | ?                   | ?                 |
|             | الاتحاد الدولي للاتصالات                                   | 20 مايو 1947        | 12 يوليو 1915     |

## وصلات خارجية
- موقع وزارة الخارجية الأردنية
- موقع وزارة الخارجية البيروفية